# Palatogobius grandoculus
Palatogobius grandoculus és una espècie de peix de la família dels gòbids i de l'ordre dels perciformes.

## Morfologia
- Els mascles poden assolir 3,2 cm de longitud total.
- Nombre de vèrtebres: 27.[4]

## Hàbitat
És un peix marí i d'aigües profundes que viu entre 253-276 m de fondària.

## Distribució geogràfica
Es troba al Mar Carib: Mèxic.

## Observacions
És inofensiu per als humans.